# Julius von Flotow
Julius Christian Gottlieb Ulrich Gustav Georg Adam Ernst Friedrichvon Flotow (ur. 9 marca 1788 w Pstrowicach, zm. 15 sierpnia 1856) – niemiecki oficer wojskowy oraz lichenolog.
Urodził się w szlacheckiej rodzinie w miejscowości Pitzerwitz (obecnie Pstrowice w Polsce). Jak to wówczas było w zwyczaju dla młodych szlachciców, wybrał karierę wojskową. Podczas bitwy w 1813 roku został poważnie  ranny i nigdy w pełni nie wyzdrowiał. Jego prawa ręka była mniej lub bardziej sparaliżowana. W 1832 r. przeszedł na wcześniejszą emeryturę i pracował jako prywatny uczony w Hirschberg.
Już podczas kampanii francuskiej w 1819 r. von Flotow zainteresował się porostami. Przebywając z armią w Ardenach zaczął je zbierać, a później także publikować o nich prace naukowe. W 1856 roku otrzymał doktorat honoris causa Uniwersytetu Wrocławskiego.
W naukowych nazwach opisanych przez niego taksonów dodawany jest skrót jego nazwiska Flot.

## Wybrane publikacje
1. Reisebericht über eine Excursion nach einem Theile des südöstlichen Riesengebirges (1836)
2. Über Haematococcus Pluvialis (1844)
3. Lichenes Florae Silesiae (1849-1850)